# Tuczna
Tuczna è un comune rurale polacco del distretto di Biała Podlaska, nel voivodato di Lublino.
Ricopre una superficie di 170,37 km² e nel 2006 contava 3 507 abitanti.